# Marián Ševčík
Marián Ševčík (* 22. října 1953) je bývalý slovenský fotbalista, útočník.

## Fotbalová kariéra
V československé lize hrál za ZŤS Petržalka. V lize nastoupil v 28 utkáních a dal 4 góly. Ve druhé lize hrál za Lokomotívu Košice, Petržalku a Levice.

## Ligová bilance
| Ročník                                      | Zápasy | Góly | Klub               |
| ------------------------------------------- | ------ | ---- | ------------------ |
| 2. československá fotbalová liga 1974/75    | -      | 0    | Lokomotíva Košice  |
| 1. československá fotbalová liga 1981/82    | 28     | 4    | ZŤS Petržalka      |
| 1. slovenská národní fotbalová liga 1982/83 | 13     | 1    | ZŤS Petržalka      |
| 1. slovenská národní fotbalová liga 1983/84 | 8      | 1    | Slovan Agro Levice |
| CELKEM                                      | 28     | 4    |                    |